# Luka Dolenc
Luka Dolenc, slovenski duhovnik in pridigar, * 16. oktober 1813, Poljane nad Škofjo Loko, † 9. oktober 1876, Šmartno v Tuhinju.

## Življenje in delo
Nazadnje je bil župnik v Šmartnu v Tuhinju, kjer je tudi umrl leta 1876. Sodeloval je v Slovenskem prijatelju, časopisu za cerkev, šolo in dom (COBISS), ki je izhajal v Celovcu, ter v njem objavljal svoje pridige.